# Vasilij Aleksejevitj Perovskij

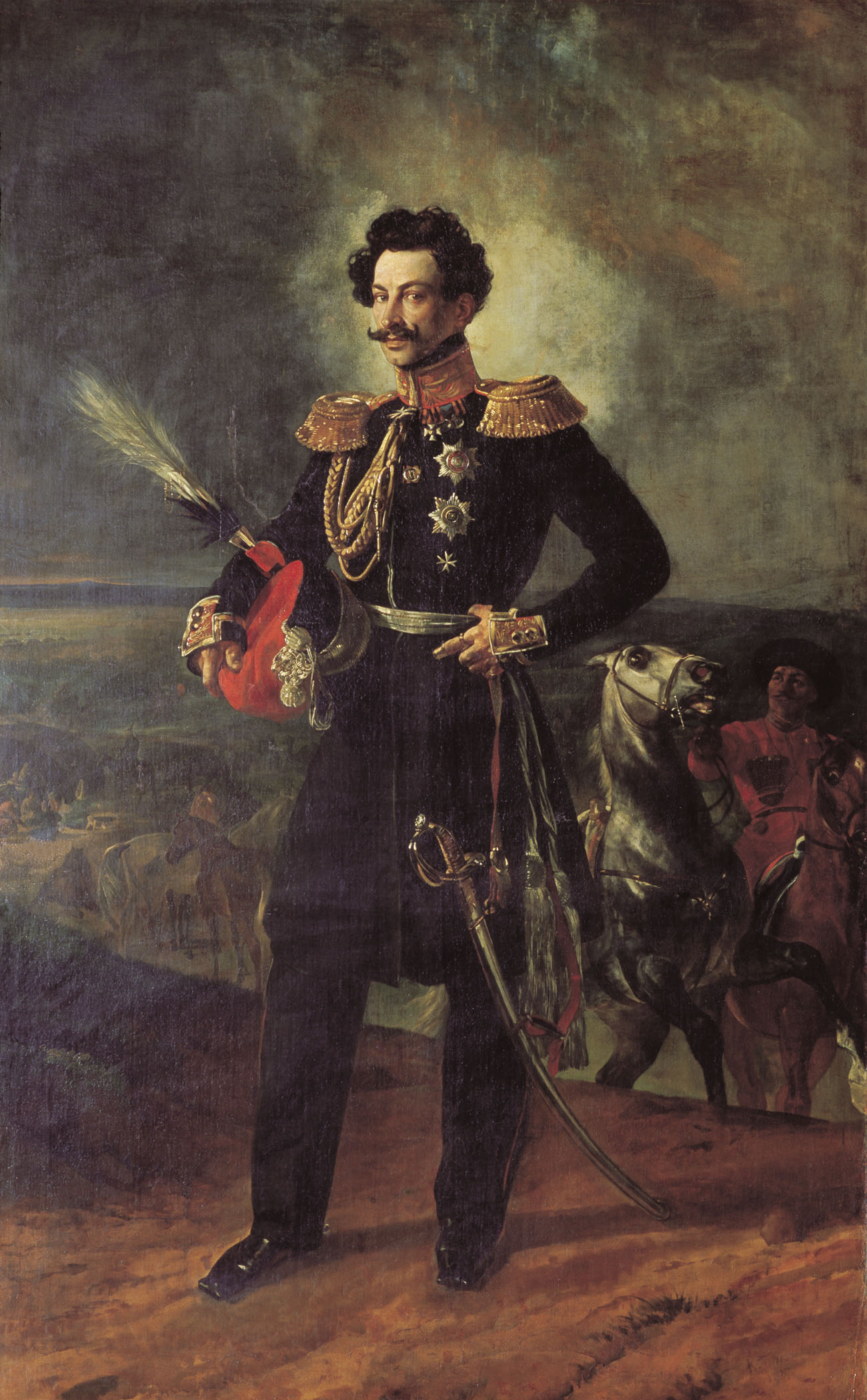
Perovskij avbildad av Karl Brjullov, 1837. Målningen förvaras på Tretjakovgalleriet.

Vasilij Aleksejevitj Perovskij, född 20 februari 1794 i Potjep, död 20 december 1857 på Krim, var en rysk greve och militär. 
Han visade under dekabristupproret 1825 stor energi som kejsar Nikolaj I
generaladjutant samt tjänstgjorde i 1828 års fälttåg mot Osmanska riket som stabschef hos Mensjikov, men blev sårad, medan han provisoriskt ledde belägringen av Varna.
Han blev 1833 generallöjtnant, 1842 medlem av riksrådet och general av kavalleriet samt var 1833-41 och 1851-55 militärguvernör i Orenburg. På denna post gjorde han, november 1839-februari 1840, en misslyckad expedition mot Chiva, men stormade under en expedition 1853 Fort Akmetsjet, vilket därefter kallades "Fort Perovskij") och tvingade 1854 genom ett fälttåg Chivas att avsluta ett för Ryssland fördelaktigt freds- och vänskapsfördrag. Överansträngning bröt hans hälsa, och han måste därför 1856 nedlägga sin befälspost.
Han utmärktes med Sankt Georgsorden och Sankt Annas orden.